# کاکتوس‌های خرد
کاکتوس‌های خُرد (نام علمی: Turbinicarpus) نام یک سرده از تیره کاکتوس است.